# Коллинз, Сьюзен
Сью́зен Ко́ллинз (англ. Suzanne Collins; родилась 10 августа 1962) — американская писательница, автор многочисленных сценариев к детским телепрограммам и мультфильмам, рассказов для детей, а также известная, как создатель двух популярных книжных серий для молодежи: «Хроники Подземья» и «Голодные игры». Тираж первых двух романов трилогии «Голодные игры», ставших бестселлерами, превысил 2 миллиона экземпляров. Трилогия экранизирована: в России фильм по первому роману вышел на экраны 22 марта 2012, по второму — 21 ноября 2013, 1-я часть фильма по третьему роману вышла 21 ноября 2014, а 2-я — 19 ноября 2015. Мировая премьера приквела состоялась 5 ноября 2023 в Берлине, в России фильм на экраны не вышел.

## Биография
Родилась 10 августа 1962 года в деревне Санди-Хук, недалеко от Нью-Тауна, округ Фэрфилд, штат Коннектикут, США. Практически всё детство и юность провела в разъездах с отцом почти по всему восточному побережью, были в Европе. Окончила Индианский университет в Блумингтоне. Карьера Коллинз началась после её переезда в Нью-Йорк в 1991 году, она писала сценарии для детских телевизионных сериалов и шоу. Сюзан работала на телевизионном канале «Никелодеон», где принимала участие в проектах «Кларисса знает всё», «Таинственные файлы Шелби Ву» (англ. The Mystery Files of Shelby Woo), «Медвежонок», «Освальд» (англ. Oswald), и другие. Работа над детскими проектами вдохновила Сюзан к написанию детской книги. Так появился роман «Грегор Надземный» (англ. Gregor the Overlander), первая книга в серии «Хроники Подземья» (англ. The Underland Chronicles), изданный в 2003 году.
Согласно рейтингам «Нью-Йорк таймс» серия была одной из самых популярных и продаваемых. В период между 2003 и 2007 годами Коллинз написала пять романов серии. Как признается сама Сюзан, сюжет пришёл к ней из «Алисы в Стране чудес» Кэрролла, ведь вероятность упасть в канализационный люк гораздо выше, чем в кроличью нору, и ожидать героя там будет далеко не чаепитие.
В сентябре 2008 года издательство Scholastic Press выпустило новый роман Коллинз — «Голодные игры» (англ. The Hunger Games), первую часть одноимённой трилогии. Вдохновением для сюжета отчасти выступили древнегреческие мифы о Тесее и Минотавре, а отчасти воспоминания отца Сьюзен, ветерана ВВС, о нищете, голоде и последствиях войны. Второй роман «И вспыхнет пламя» (англ. Catching Fire) вышел в сентябре 2009 года, третий и заключительный — 24 августа 2010 года. За 14 месяцев первые два романа трилогии были напечатаны полуторамиллионным тиражом. Роман «Голодные игры» 60 недель возглавлял рейтинг самых продаваемых книг от «Нью-Йорк таймс», а журнал «Тайм» включил Сьюзен Коллинз в список ста самых влиятельных людей 2010 года.
В настоящее время Коллинз с мужем и двумя детьми (дочь 1999 года рождения и сын 1994) проживают в Коннектикуте, куда они переехали из Нью-Йорка.

### Хроники Подземья
История об одиннадцатилетнем  (а впоследствии двенадцатилетнем) мальчике Грегоре, который попадает в волшебную страну через канализационный люк в Центральном парке Нью-Йорка (иногда через тайный лаз прачечной) и его семье (в переделки Грегор попадает со своей 2-летней сестрой Босоножкой ). На 2008 год в России были переведены (переводчик: Виктор Голышев) и изданы издательством «Эгмонт-Россия») только три первых романа серии. В 2013 году издательством «АСТ» был издан четвёртый роман и переизданы первые три, а в 2014 году вышел заключительный роман (всё в переводе Марины Тагобецкой)
| Название                        | Оригинальное название                  | Год издания | Год издания |
| ------------------------------- | -------------------------------------- | ----------- | ----------- |
| Грегор Надземный                | Gregor the Overlander                  | 2003 год    | 2008 год    |
| Грегор и пророчество Турса      | Gregor and the Prophecy of Bane        | 2004 год    | 2008 год    |
| Грегор и проклятие теплокровных | Gregor and the Curse of the Warmbloods | 2005 год    | 2008 год    |
| Грегор и тайный знак            | Gregor and the Marks of Secret         | 2006 год    | 2013 год    |
| Грегор и код когтя              | Gregor and the Code of Claw            | 2007 год    | 2014 год    |

### Голодные игры
Первый роман серии вышел в сентябре 2008 года и уже через полгода стал популярным. Первые две книги изданы в 26 странах мира, и долгое время возглавляли списки бестселлеров («США Сегодня» и «Нью-Йорк таймс»). В России изданием всей тетралогии занимаются издательства «АСТ» совместно с «Астрель» и владимирским издательством «ВКТ». Роман издавался дважды с различным оформлением обложки. 
| Название                        | Оригинальное название              | Год издания | Год издания |
| ------------------------------- | ---------------------------------- | ----------- | ----------- |
| Голодные игры                   | The Hunger Games                   | 2008 год    | 2010 год    |
| И вспыхнет пламя                | Catching Fire                      | 2009 год    | 2010 год    |
| Сойка-пересмешница              | Mockingjay                         | 2010 год    | 2011 год    |
| Баллада о змеях и певчих птицах | The Ballad of Songbirds and Snakes | 2020 год    | 2020 год    |
| Рассвет жатвы                   | Sunrise on the Reaping             | 2025 год    | 2025 год    |